# Hilarographa meekana
Hilarographa meekana es una especie de polilla de la familia Tortricidae. Fue descrita por Razowski en 2009.
Envergadura 18,5 mm. Cabeza y tórax castaños. No se conocen los machos.